# جي هوا
جي هوا (بالإنجليزية: Jie Hua)‏ (مواليد 1 نوفمبر 1963) هي لاعبة كرة لينة إيطالية سابقة، مثّلت بلادها في الألعاب الأولمبية الصيفية 2000.

## روابط خارجية
- جي هوا على موقع أوليمبيديا (الإنجليزية)